# Hydroides heterocerus
Hydroides heterocerus är en ringmaskart som först beskrevs av Grube 1868.  Hydroides heterocerus ingår i släktet Hydroides och familjen Serpulidae. Inga underarter finns listade i Catalogue of Life.